# Franz Weber (Politiker, 1910)
Franz Weber (* 11. August 1910; † 21. November 1989) war ein österreichischer Politiker (SPÖ). Weber war von 1965 bis 1975 Bezirksvorsteher des 19. Wiener Gemeindebezirks Döbling.
Weber war beruflich als Automechaniker tätig und engagierte sich bereits in jungen Jahren in der Gewerkschaft. Ab 1930 war er auch politisch aktiv. Nach dem Zweiten Weltkrieg wirkte Weber zwischen 1948 und 1956 als Betriebsratsobmann bei Gräf & Stift und war danach von 1956 bis 1965 Gewerkschaftssekretär. Er war zudem ab 1949 Bezirksrat in Döbling und hatte zwischen dem 28. Oktober 1965 und dem 11. November 1975 das Amt des Bezirksvorstehers von Döbling inne. Nach seinem Tod wurde Weber am 30. November 1989 auf dem Wiener Zentralfriedhof bestattet. Die auf dem Gelände der ehemaligen Automobilfabrik Gräf & Stift errichtete Wohnanlage wurde 1993 ihm zu Ehren in Franz-Weber-Hof benannt.